# Cucullia kasyi
Cucullia kasyi là một loài bướm đêm trong họ Noctuidae.